# أسامة المشيني
أسامة المشيني (1950 - 31 مايو 1985)، ممثل أردني، اشتهر بأدوار مختلفة في مسلسلات عقد الثمانينيات في الأردن.

## الولادة والنشأة
ولد أسامة إسحاق عودة المشيني في عمان في عام 1950 لعائلة فنية أردنية «من أصل فلسطيني»، فوالده الإذاعي إسحاق المشيني وشقيقاه كل من الفنان نبيل المشيني والفنان غسان المشيني. جذبته الانشطة المدرسية الفنية وظهرت بوادر موهبته من خلال بعض الأعمال المسرحية والاحتفالات التي تقيمها المدرسة. واستمر في دراسته ففضل دراسة الفرع الأدبي على الفرع العلمي، لانسجامه مع اهتماماته الفنية والادبية.

## مسيرته الفنية
خلال المرحلة الثانوية بدأ بالتمثيل المحترف على خشبة المسرح وعمل مع رائد المسرح الأردني هاني صنوبر وأفاد منه كثيراً، حيث قدم معه مسرحية أفول القمر عام 1968م، وكان لهذه المسرحية رواج ملحوظ، حيث قدمت أسامة المشيني للجمهور، ولنخبة الفنانين والمثقفين، وبذلك تقدم خطوة واسعة نحو احتراف التمثيل، وأصبح عضواً في فرقة أسرة المسرح الأردني التي أسسها هاني صنوبر، عند تأسيس دائرة الثقافة والفنون، التي كانت تقوم بعمل وزارة الثقافة، بل كانت البؤرة التي ولدت منها وزارة الثقافة في ثمانينيات القرن الماضي.
قدم أسامة المشيني عدداً من الأعمال المسرحية، قبل أن يزدهر المسلسل التلفزيوني، ويأخذه من الخشبة إلى فضاء الشاشة الصغيرة، حيث قدم مسرحية موتى بلا قبور عام 1968م أيضاً، وفي العام 1970م لعب دوراً مهماً في مسرحية سيدة الفجر التي أنتجتها دائرة الثقافة والفنون الأردنية، وقد كان لسحر العمل في التمثيل، ومتطلبات التفرغ له، خاصة في الدخول المبكر لأسامة لهذا العالم، أن حال بينه وبين إكمال دراسته الجامعية مكتفياً بشهادة الثانوية العامة في الفرع الأدبي.

من أعمال أسامة التلفزيونية مسلسل «عروة بن الورد» (أواخر السبعينيات من القرن الماضي) الذي حاز جائزة ليبية بعد وفاة بطله، والمسلسل البدوي «راس غليص» الذي أنتجه التلفزيون الأردني عام 1976، وهو من تأليف الدكتور أحمد عويدي العبادي، إضافة لمسلسل التاريخي سيف بن ذي يزن.
ومن أعماله الإذاعية مسلسل «الأبواب المغلقة» مع السيدة قمر الصفدي، وهو مأخوذ عن قصة بهذا الاسم للقصاص المصري الراحل أمين يوسف غراب.
قدم أعمالاً مميزة في تاريخ الدراما العربية، مثل مسلسلات «تل العناب» و» المعتمد بن عباد» و» محاكمة عبد الله بن المقفع» و» شمس الأغوار».
سافر أسامة إلى دولة الكويت، عندما كان شقيقه نبيل المشيني يعمل مذيعاً في التلفزيون الكويتي، ونظراً لما تمتع به من سمات شخصية، وقدرات تمثيلية، اختير لتمثيل دور مهم في مسلسل قيس ولبنى الذي أنتجته الكويت، مع مخرج مصري وعدد من نجوم الدراما العربية، وكان ذلك عام 1974م، ويعد هذا العمل عتبة صلبة تقدم من خلالها لبطولة مسلسلات تاريخية واجتماعية كبيرة.
تسابقت شركات الإنتاج للعمل معه، فقد أنتجت مؤسسة الخليج عددا من المسلسلات، التي شوهدت على نطاق واسع من خلال شاشات عربية كثيرة، وكانت هذه الأعمال ذات صبغة أردنية في الغالب، وتعد أعمالاً أردنية بإنتاج عربي، وبمشاركة عربية، ومن هذه الأعمال رأس غليص 1975م، ومسلسل الخنساء 1977م، ومسلسل عروة بن الورد 1978م، ومسلسل «شجرة الدر» 1979م، وأنتجت أبو ظبي مسلسل أبو فراس الحمداني 1980م.
| اسم العمل                         | نوع العمل | الجهة المنتجة       | السنة |
| --------------------------------- | --------- | ------------------- | ----- |
| مسلسل "قيس ولبنى"                 | ممثل      | تلفزيون الكويت      | 1974  |
| مسلسل "راس غليص"                  | ممثل      | مؤسسة الخليج        | 1975  |
| مسلسل "الخنساء"                   | ممثل      | مؤسسة الخليج        | 1977  |
| مسلسل "عروة بن الورد"             | ممثل      | مؤسسة الخليج        | 1978  |
| مسلسل "شجرة الدر"                 | ممثل      | مؤسسة الخليج        | 1979  |
| مسلسل "أبو فراس الحمداني"         | ممثل      | أبو ظبي             | 1980  |
| مسلسل "تل العناب"                 | ممثل      | خاص                 | 1982  |
| مسلسل "المعتمد بن عباد"           | ممثل      | دبي                 | 1982  |
| مسلسل "محاكمة عبد الله بن المقفع" | ممثل      | التلفزيون الأردني   | 1982  |
| مسلسل "شمس الأغوار"               | ممثل      | التلفزيون الأردني   | 1983  |
| مسرحية "أفول القمر"               | ممثل      | أسرة المسرح الأردني | 1967  |
| مسرحية "موتى بلا قبور"            | ممثل      | أسرة المسرح الأردني | 1968  |
| مسرحية "سيدة الفجر"               | ممثل      | دائرة الثقافة       | 1970  |

## وفاته
توفي في الولايات المتحدة في 31 مايو 1985 عندما أطلق عليه الرصاص أحد أقاربه فقضى نحبه وهو في عنفوان الشباب، ونقل جثمانه إلى الأردن حيث كان في استقباله العديد من الفنانين الأردنيين وعائلته ومحبيه. أطلقت وزارة الثقافة الأردنية في عام 1989 على المسرح الذي في جبل اللويبدة اسم مسرح أسامة المشيني تكريما له.

## وصلات وروابط
ومضات ثقافية من حياة الراحل أسامة المشيني، لوزارة الثقافة الأردنية.